# مرغابی سرسیاه
مرغابی سرسیاه (نام علمی: Heteronetta atricapilla) نام یک گونه از تیره اردکیان است.